# Hyporhicnoda litomorpha
Hyporhicnoda litomorpha är en kackerlacksart som beskrevs av Morgan Hebard 1921. Hyporhicnoda litomorpha ingår i släktet Hyporhicnoda och familjen jättekackerlackor. Inga underarter finns listade i Catalogue of Life.